# Msoki
El msoki (en hebreo: מסוקי) es un plato judío de Argelia y Túnez, que se come a menudo durante las fiestas. La preparación del msoki es un asunto de familia, todos se reúnen para preparar las verduras.

## Preparación
Las verduras deben ser cortadas muy pequeñas. Los sabores principales provienen de las enormes cantidades de hierbas en el plato. Las especias y verduras que normalmente se utilizan son guisantes y el cilantro molido para adaptarse a la tradición Ashkenazi. El tiempo de cocción sería una hora menos si utiliza una olla a presión.
Es un guiso de cordero que contiene varias variedades de vegetales (generalmente de temporada). Algunos agregan trozos de matzá para que el plato pueda compararse con los tres elementos esenciales de la noche de Pesaj: Pesaj, Matzá o Maror ("cordero pascual, pan sin levadura y hierbas amargas").
Como los panqueques de matzo cocinados en Túnez eran extremadamente duros y gruesos y los judíos tunecinos permitían el consumo de matzá empapada, se acostumbraba a sumergirse en el fondo del plato durante la cocción para ablandarlos.

## Cultura
La preparación del msoki se lo realiza entre familia, y se lo prepara con uno o dos días de anticipación y se mantiene durante 4-5 días en el refrigerador, por lo que es muy bueno prepararlo para la gran noche.